# Невін Янит
Невін Янит (тур. Nevin Yanıt, нар. 16 лютого 1986 року, Мерсін, Туреччина) — турецька легкоатлетка, що спеціалізується на бігу на 100 м з бар'єрами. Виступає за клуб Fenerbahçe Athletics. Є володаркою рекордів Туреччини в бігу на 60 та 100 м з бар'єрами. Дворазова чемпіонка Європи в бігу на 100 м з бар'єрами.
29 серпня 2013 року Янит відсторонено від участі в змаганнях на два роки через позитивний тест на допінг. Однак IAAF опротестувало строк відсторонення та Арбітражний комітет продовжив дискваліфікацію ще на рік.

## Життєпис
Янит здобула срібну медаль на літній Універсіаді 2007 року в Бангкоку. На літніх Олімпійських іграх 2008 року в Пекіні вона дійшла до півфіналу в бігу на 100 м з бар'єрами, ставши першою в історії представницею Туреччини, яка дійшла до такої стадії в спринтерських дисциплінах на Олімпійських іграх. 2009 року вона взяла участь у Середземноморських іграх в Пескарі, Італія, де завоювала золоту медаль в бігу на 100 м з бар'єрами. На чемпіонаті Європи 2010 року в Барселоні вона також завоювала золоту медаль в бігу на 100 м з бар'єрами, встановивши національний рекорд — 12,63 с. На літніх Олімпійських іграх 2012 року в Лондоні Янит стала п'ятою в бігу на 100 м з бар'єрами.